# Championnat d'Europe masculin de volley-ball des petits États 2007
Navigation
Luxembourg 2005 Luxembourg 2009
La phase finale du 4e championnat d'Europe de volley-ball masculin des petits états a eu lieu du 4 mai au 6 mai 2007 à Limassol (Chypre).

## Équipes présentes
| - Andorre - Écosse - Islande - Luxembourg | - Îles Féroé - Chypre - Irlande du Nord - Groenland |

## Phase de poules
| Groupe A                                                  | Groupe B                                                     |
| --------------------------------------------------------- | ------------------------------------------------------------ |
| site : Andorre-la-Vieille Écosse Groenland Chypre Andorre | site : Lisburn Irlande du Nord Islande Îles Féroé Luxembourg |

### Groupe A
| No | Équipe    | Points | Matches | Matches | Points | Points | Points | Sets | Sets   | Sets  |
| No | Équipe    | Points | gagnés  | perdus  | pour   | contre | Ratio  | pour | contre | Ratio |
| -- | --------- | ------ | ------- | ------- | ------ | ------ | ------ | ---- | ------ | ----- |
| 1  | Chypre    | 6      | 3       | 0       | 287    | 258    | 1.112  | 9    | 3      | 3.000 |
| 2  | Andorre   | 5      | 2       | 1       | 251    | 209    | 1.201  | 8    | 3      | 2.667 |
| 3  | Écosse    | 4      | 1       | 2       | 217    | 214    | 1.014  | 4    | 6      | 0.667 |
| 4  | Groenland | 3      | 0       | 3       | 161    | 235    | 0.685  | 0    | 9      | 0.000 |

### Groupe B
| No | Équipe          | Points | Matches | Matches | Points | Points | Points | Sets | Sets   | Sets  |
| No | Équipe          | Points | gagnés  | perdus  | pour   | contre | Ratio  | pour | contre | Ratio |
| -- | --------------- | ------ | ------- | ------- | ------ | ------ | ------ | ---- | ------ | ----- |
| 1  | Luxembourg      | 5      | 2       | 1       | 249    | 212    | 1.175  | 8    | 3      | 2.667 |
| 2  | Îles Féroé      | 5      | 2       | 1       | 212    | 181    | 1.171  | 6    | 3      | 2.000 |
| 3  | Islande         | 5      | 2       | 1       | 234    | 227    | 1.031  | 6    | 5      | 1.200 |
| 4  | Irlande du Nord | 3      | 0       | 3       | 150    | 225    | 0.667  | 0    | 9      | 0.000 |

## Phase finale

### Équipes présentes
| - Chypre (Otganisateur et 1er groupe A) - Andorre (2e groupe A) - Luxembourg (1er groupe B) - Îles Féroé (2e groupe B) |

### Classement
| No | Équipe     | Points | Matches | Matches | Points | Points | Points | Sets | Sets   | Sets  |
| No | Équipe     | Points | gagnés  | perdus  | pour   | contre | Ratio  | pour | contre | Ratio |
| -- | ---------- | ------ | ------- | ------- | ------ | ------ | ------ | ---- | ------ | ----- |
| 1  | Chypre     | 6      | 3       | 0       | 225    | 144    | 1.562  | 9    | 0      | MAX   |
| 2  | Andorre    | 4      | 1       | 2       | 216    | 228    | 0.947  | 4    | 6      | 0.667 |
| 3  | Luxembourg | 4      | 1       | 2       | 194    | 222    | 0.874  | 3    | 6      | 0.500 |
| 4  | Îles Féroé | 4      | 1       | 2       | 204    | 245    | 0.833  | 3    | 7      | 0.429 |

## Classement final
| Place              | Équipe          |
| ------------------ | --------------- |
| Médaille d'or      | Chypre          |
| Médaille d'argent  | Andorre         |
| Médaille de bronze | Luxembourg      |
| 4                  | Îles Féroé      |
| 5                  | Islande         |
| 6                  | Écosse          |
| 7                  | Groenland       |
| 8                  | Irlande du Nord |